# Marley Shelton
Marley Eve Shelton, född 12 april 1974 i Los Angeles, är en amerikansk skådespelare.

## Filmografi
- 1993 – Scottys sommar
- 1993 – In the Line of Duty: Ambush in Waco
- 1994 – En hejarklacksledares död
- 1994 – Herkules i underjorden
- 1996 – When Friendship Kills
- 1997 – Räddningen
- 1997 – Kraftens krigare
- 1998 – Välkommen till Pleasantville
- 1999 – Never Been Kissed
- 1999 – The Bachelor
- 2000 – Lured Innocence
- 2001 – Valentine
- 2001 – Sugar & Spice
- 2001 – Bubble Boy
- 2001 – On the Borderline
- 2002 – Just a Kiss
- 2003 – Uptown Girls
- 2003 – Grand Theft Parsons
- 2003 – Dallas 362
- 2003 – Moving Alan
- 2005 – Sin City
- 2005 – Don't Come Knocking
- 2006 – American Dreamz
- 2006 – The Last Kiss
- 2006 – Jesus, Mary and Joey
- 2007 – Planet Terror
- 2007 – Death Proof
- 2007 – The Fifth Patient
- 2008 – W.
- 2009 – Women in Trouble
- 2009 – A Perfect Getaway
- 2009 – The Mighty Macs
- 2009 – A New York Love Affair
- 2010 – Trouble in L.A.
- 2011 – Scream 4
- 2013 – Decoding Annie Parker
- 2014 – The Lottery (TV-serie)
- 2022 – Scream 5
- 2022 – 1923 (TV-serie)